# Утакмице фудбалске репрезентације Мађарске 2006.
| Домаћин | Гост |

Фудбалска репрезентација Мађарске је током 2006. године одиграла осам званичних утакмица. Тим је одиграо четири пријатељске утакмице и четири утакмице у овиру квалификација за Европско првенство. Тим је годину почео са три пријатељске утакмице, прва утакмица је завршена победом против Новог Зеланда, а затим су  се састали са Енглеском, што је била последња припремна утакмица енглеског тима за Светско првенство 2006. године. Репрезентација је поново тријумфовала против Аустрије, ко-домаћина Европског првенства 2008. У квалификацијама за ЕП, Мађарска је изненађујуће изгубила 2 : 1 од Малте. Утакмица против Малте је била последња коју је водио дотадашњи селектор Петер Божик, њега је на клупи заменио Петер Вархиди, са којим је репрезентација победом завршила последњи меч у години против Канаде.
Рекорд репрезентације за 2006. годину је био следећи: 8 мечева, 4 победе, 4 пораза, 11 датих и 12 примљених голова (-1 гол разлика) и 12 освојених бодова.

## Утакмице
| Мађарска              | 2 : 0    | Нови Зеланд |
| --------------------- | -------- | ----------- |
| Хусти 48’ · Сабич 80’ | Извештај |             |

| Енглеска                          | 3 : 1    | Мађарска   |
| --------------------------------- | -------- | ---------- |
| Џерард 47’ · Тери 50’ · Крауч 84’ | Извештај | 55’ Дардаи |

| Аустрија     | 1 : 2    | Мађарска              |
| ------------ | -------- | --------------------- |
| С. Куљић 74’ | Извештај | 10’ Гера · 37’ Хорват |

| Мађарска       | 1 : 4    | Норвешка                                               |
| -------------- | -------- | ------------------------------------------------------ |
| Гера 89’ (пен) | Извештај | 15’ 53’ Солшер · 32’ Ф. Стремстад · 41’ М. Г. Педерсен |

| Босна и Херцеговина | 1 : 3    | Мађарска                                |
| ------------------- | -------- | --------------------------------------- |
| Мисимовић 63’ (пен) | Извештај | 35’ (пен) Хусти · 47’ Гера · 49’ Дардаи |

| Мађарска | 0 : 1    | Турска       |
| -------- | -------- | ------------ |
|          | Извештај | 39’ Т. Шанли |

| Малта             | 2 : 1    | Мађарска     |
| ----------------- | -------- | ------------ |
| А. Шембри 13’ 52’ | Извештај | 19’ Тергхеле |

| Мађарска    | 1 : 1    | Канада |
| ----------- | -------- | ------ |
| Пришкин 36’ | Извештај |        |

## Голгетери у 2006.
| - Габор Кираљ (голман) - Саболч Хусти - Имре Сабич - Пал Дардаи - Золтан Гера - Андраш Хорват - Шандор Торгхеле - Тамаш Пришкин |

## Извори и спољашње везе
- Све утакмице репрезентације Мађарске
- Репрезентација Мађарске на фудбалској бази података
- Утакмице репрезентације Мађарске (2006)